# Zębatek
Zębatek (Scenopoeetes dentirostris) – gatunek średniej wielkości ptaka z rodziny altanników (Ptilonorhynchidae). Należy do monotypowego rodzaju Scenopoeetes. Występuje w północno-wschodniej Australii. Osiadły. Bliski zagrożenia.

## Systematyka
Gatunek po raz pierwszy opisany przez Edwarda Piersona Ramsaya w roku 1876. Ramsay zaobserwował go w północno-wschodnim Queenslandzie na wysokości ok. 915–1220 m w paśmie górskim Bellenden Ker Range, tam też został odstrzelony holotyp. Autor nadał nowemu gatunkowi nazwę Scenopoeus dentirostris. W roku 1891 Elliott Coues ustanowił dla niego rodzaj Scenopoeetes, do którego jest współcześnie zaliczany. Niekiedy gatunek umieszczany był też w rodzaju Ailuroedus. Nie wyróżnia się podgatunków, choć proponowano zaliczenie populacji znad rzeki Johnstone River do podgatunku minor, nie jest on jednak uznawany.
Etymologia nazwy naukowej: nazwa rodzajowa jest połączeniem słów z języka greckiego: σκηνη skēnē – „scena”, „namiot” oraz ποιητης poiētēs – „twórca”. Nazwa gatunkowa pochodzi z połączenia słów z łaciny: dens, dentis – „ząb” oraz -rostris – „-dzioby” (rostrum – „dziób”). 

## Charakterystyka

### Wymiary i masa ciała
Ciało: 260–280 mm
Skrzydło: 138–157 mm
Ogon: 96–108 mm
Dziób: 28,1–33,0 mm
Masa ciała: 132–199 g (samiec), 157–182 g (samica)

### Wygląd zewnętrzny
Osobnik dorosły: Dymorfizm płciowy nieznaczny – samica podobna do samca, ale ma różowo-żółte upierzenie policzka. Sylwetka krępa. Oko z ciemnobrązową tęczówką i czerwonawą obrączką oczną. Dziób czarnobrązowy, jaśniejszy na brzegach i mocny z ostrą, zakrzywioną końcówką (przystosowanie do zjadania liści – zębatek rozdziera je dziobem przed spożyciem). Na dolnej szczęce widoczne ząbkowanie. Pomarańczowo-żółte zajady. Policzki po wewnętrznej stronie czarne. Upierzenie w większości oliwkowobrązowe. Na szyi pióra o delikatnie cynamonowym zabarwieniu. Na spodniej części ciała upierzenie jasne, płowożółte z brązowymi pasmami, ciemniejsze na piersi. Podogonie pokryte jasnobrązowymi prążkami. Nogi szarozielone. U młodszych osobników dziób jaśniejszy, brązowy. Wnętrze dzioba jasnopomarańczowe. Tęczówka jasna, szarobrązowa. U dojrzewającego samca ciemnieją policzki. 
Osobnik młodociany: widoczne resztki szarego puchu na głowie, kuprze i w okolicy nóg. Na bokach szyi widoczne łaty bez piór. Policzki bladopomarańczowe. Grzbiet szarozielonkawy. Spodnia część ciała w większości o płowej barwie z szarymi elementami, jaśniejsza na szyi. Dziób szary.

## Występowanie

### Środowisko
Zamieszkuje tropikalne lasy deszczowe położone na wyżynach. Występuje na poziomie 600–900 m, sporadycznie do 1600 m; zimą niektóre osobniki (prawdopodobnie niedojrzałe płciowo) schodzą niżej, niekiedy aż do poziomu morza.

### Zasięg występowania
Gatunek endemiczny dla Australii. Spotykany na północnym wschodzie stanu Queensland. Osiadły.

## Pożywienie
Do głównych elementów diety należą liście (zwłaszcza zimą) i owoce, przede wszystkim gatunków Syzygium johnsonii, Elaeocarpus foveolatus, Symplocos cochinchinensis, Acronychia acronychioides, Ficus watkinsiana, Ficus destruens i Ripogonum album. Przedstawiciele tego gatunku spożywają również nasiona, kwiaty i łodygi roślin. Jedzą również owady i pająki.

## Tryb życia i zachowanie
Spotykany zazwyczaj pojedynczo, w parach lub niewielkich grupach. Wydawane przez niego odgłosy można usłyszeć podczas okresu godowego (samce są najbardziej aktywne od września do grudnia). W pozostałych częściach roku są cichsze i ukrywają swoją obecność.

### Głos
Szeroka gama dźwięków, m.in. świszczące i chrapliwe piski samca, gwizdanie, pojedyncze kwiczenia. Może imitować odgłosy charakterystyczne dla innych gatunków ptaków, np. graliny srokatej, fletówki żółtobrzuchej, krogulca australijskiego, miodojada ciemnego i szkarłatki królewskiej. Potrafi naśladować również świerszcze, żaby i rudawki. Dzięki adaptacji w obrębie krtani dolnej może śpiewać dwoma głosami jednocześnie.

## Rozród
Gatunek poligamiczny – podczas jednego okresu godowego samce łączą się w pary z wieloma samicami. Wyprowadzany jeden lęg w ciągu roku. Sezon rozrodu trwa zwykle od września do stycznia. Okres godowy najczęściej rozpoczyna się w sierpniu lub we wrześniu, ale może zacząć się wcześniej, jeśli dostępna jest wystarczająca ilość pożywienia. Najwięcej jaj składanych jest w listopadzie i grudniu.

### Okres godowy
Toki: samiec przygotowuje i dekoruje owalny lub okrągły teren (najczęściej ten sam każdego roku) o średnicy od jednego do dwóch i pół metra. Do przyozdobienia tego obszaru zębatek używa liści o długości 30–40 cm odwróconych jaśniejszą stroną do góry. Miejsca wybierane do tego celu znajdują się najczęściej w miejscach lasu o mniej gęstej roślinności i na lekkich zboczach. Podczas okresu godowego samiec siada na gałęzi drzewa nad swoim terenem i śpiewa seriami trwającymi ok. 45 minut z głową odchyloną do tyłu oraz nastroszonymi piórami na gardle. Gdy pojawi się samica, zębatek ląduje na ziemi i ukrywa się za drzewem, zza którego wychyla się, by sprawdzić, w którym miejscu znajduje się potencjalna partnerka. Kiedy samica zbliża się do jego kryjówki, samiec wyskakuje zza drzewa. Następnie otwiera dziób i stroszy pióra na gardle w celu ukazania kontrastu kolorystycznego między czarnym wnętrzem dzioba a jasnymi piórami. Jednocześnie skacze na boki oraz macha ogonem i jednym lub dwoma skrzydłami. Stopniowo zmniejsza dystans między sobą a samicą, po czym następuje kopulacja, w trakcie której samiec wydaje trzeszczące dźwięki.
Habitat: gniazdo na wysokości od 10 do 30 metrów nad ziemią, zwykle niewidoczne od dołu.
Gniazdo: budowane przez samicę. Postać płytkiej platformy z suchych gałązek wyścielonej cienkimi pnączami.

### Okres lęgowy
Jaja: 1–2 w lęgu. Owalny kształt i jednolity, kremowy kolor. Przeciętny wymiar jaja to 42 na 28 mm.
Wysiadywanie: wysiaduje tylko samica.
Pisklęta: pokryte gęstym, ciemnoszarym puchem. Wnętrze dzioba bladopomarańczowe, zajady żółte. Tęczówka szara. Dziób szary, ciemniejszy na końcówce. Samica karmi je przede wszystkim owocami i owadami.

## Status
Międzynarodowa Unia Ochrony Przyrody (IUCN) od 2022 roku uznaje zębatka za gatunek bliski zagrożenia (NT – near threatened); wcześniej klasyfikowała go jako gatunek najmniejszej troski (LC – least concern). Liczebność populacji została oszacowana na 19 000 – 460 000 (najlepsze oszacowanie 239 500) dorosłych osobników. Trend liczebności populacji uznaje się za spadkowy.